# Marquitos
Marquitos (eigentlich Marcos Alonso Imaz; * 16. April 1933 in Santander; † 6. März 2012 ebenda) war ein spanischer Fußballspieler. Er wurde mit Real Madrid fünfmal spanischer Meister und gewann ebenso oft den Europapokal der Landesmeister.

## Karriere
Marquitos begann seine Karriere bei Rayo Cantabria, einem unterklassigen Verein aus seiner Heimatstadt. 1951 wechselte er zu Racing Santander, dem führenden Fußballverein Santanders und Kantabriens. Im selben Jahr debütierte er in der ersten spanischen Liga und erkämpfte sich einen Stammplatz als Innenverteidiger. 1954 wechselte er mit 21 Jahren zu Real Madrid. Gleich in seiner ersten Saison bei den Madrilenen gewann er seine erste Meisterschaft. Vier weitere Meistertitel und ein Erfolg im spanischen Pokal sollten bis 1962 folgen. Im neugeschaffenen Europapokal der Landesmeister stand er bei den fünf Finalerfolgen Real Madrids von 1956 bis 1960 erst als Innenverteidiger, in späteren Jahren als rechter Verteidiger in der Anfangsformation der Königlichen. Im Endspiel 1956 gegen Stade de Reims gelang ihm sogar ein Tor. Zudem gewann er mit Real Madrid 1960 den ersten Weltpokal.
1962 verließ er Real Madrid und spielte die nächsten Jahre bei verschiedenen kleineren Vereinen, ehe er 1966 seine aktive Karriere beendete. 1970 spielte er nochmals für eine Saison bei CD Toluca, einem kleinen Verein seiner Heimatstadt, bevor er sich endgültig vom Fußballsport zurückzog.
Trotz seiner Erfolge mit Real Madrid setzte er sich in der spanischen Nationalmannschaft nicht durch. Er bestritt lediglich in den Jahren 1955 und 1960 jeweils ein Freundschaftsspiel für die Iberer.

## Erfolge
- Spanischer Meister: 1955, 1957, 1958, 1961, 1962
- Spanischer Vizemeister: 1959, 1960
- Spanischer Pokalsieger: 1962
- Spanischer Pokalfinalist: 1958, 1960, 1961
- Europapokalsieger der Landesmeister: 1956, 1957, 1958, 1959, 1960
- Weltpokalsieger: 1960

## Trivia
Sein Sohn Marcos Alonso Peña war unter anderem bei Atlético Madrid und dem FC Barcelona, wo er von 1982 bis 1987 spielte, ebenfalls Fußballprofi, sein Enkelsohn Marcos Alonso Mendoza feierte im April 2010 sein Ligadebüt bei Real Madrid.